# Röd vrålapa
Röd vrålapa (Alouatta seniculus syn. Alouatta macconnelli) är en art i släktet vrålapor som lever i nordvästra delen av Sydamerika.

## Kännetecken

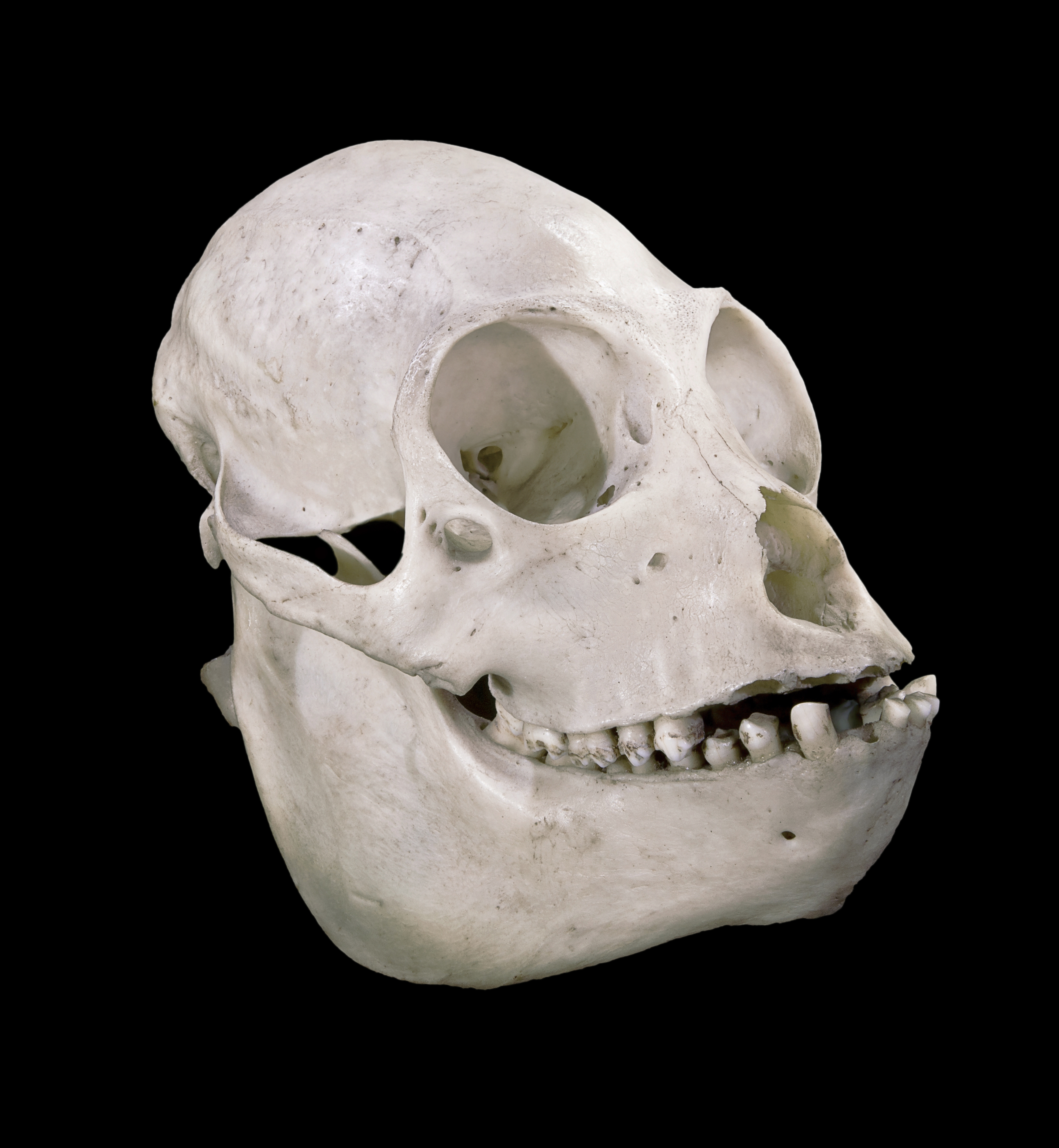
skalle

Arten når en kroppslängd mellan 49 och 72 centimeter (hannar) eller mellan 46 och 57 centimeter (honor). Därtill kommer en 50 till 75 centimeter lång svans. Hannar når en vikt upp till 6,5 kilogram och honor blir upp till 4,5 kilogram tunga.
Pälsen har nästan på hela kroppen en orangeröd till gulröd färg. Kring ansiktet och särskild skägget är mörkare röd. Själva ansiktet är bara glest täckt med hår och där förekommer blåsvart hud. Röd vrålapa är allmänt mindre än Alouatta sara som har ett liknande utseende. Förutom storleken och könsdelarna finns inga yttre skillnader mellan hannar och honor.

## Levnadssätt
Det finns ingen speciell parningstid och honor kan para sig hela året. Efter dräktigheten som varar i cirka 140 dagar föder honan bara en unge i taget. Ungdjuret är efter 3,5 till 4 år könsmoget.
Födan utgörs främst av blad, frukter, blommor, nötter och frön. Ibland äter röd vrålapa små däggdjur, kräldjur och fåglar.
Liksom andra släktmedlemmar är röd vrålapa dagaktiv men den vilar längre tider under dagen, troligen på grund av bladens ringa näringsvärde. Under den torra perioden äter arten främst på morgonen och på eftermiddagen. Dessutom kan upp till tre mindre måltider förekomma. Röd vrålapa bildar flockar och reviren överlappar något vid kanterna. Flocken sover på natten i trädens kronor gömd i det täta bladverket.
Arten delar sitt utbredningsområde med flera andra apor som tamariner, springapor, plymsvansapor, kortsvansapor och andra vrålapor. Röd vrålapa är dominant mot svart spindelapa (Ateles paniscus) när de konkurrerar om samma frukter. Ibland vandrar en vitsvanshjort (Odocoileus virginianus) på skogens grund när en flock av röda vrålapor klättrar i träden. Vitsvanshjorten äter sedan olika växtdelar som aporna tappar.
Denna primat faller ibland offer för harpyjan. Troligen jagas den även av jaguaren. Andra medelstora rovdjur och kräldjur har kanske förmåga att döda en röd vrålapa men hittills saknas bevis för denna teori.